# Oecetis inscripta
Oecetis inscripta är en nattsländeart som beskrevs av Kimmins in Mosely och Douglas E. Kimmins 1953. Oecetis inscripta ingår i släktet Oecetis och familjen långhornssländor. Inga underarter finns listade i Catalogue of Life.